# Thinopus
Thinopus es el nombre dado a un vestigio fósil (icnotaxón) hallado en rocas del Devónico tardío en Pensilvania. El único espécimen fue descrito por el paleontólogo Othniel Charles Marsh en una breve nota publicada en 1896, con la única icnoespecie Thinopus antiquus. Marsh lo interpretó como las huellas fósiles de un anfibio primitivo, lo que lo convertía en la prueba más antigua de tetrápodos (vertebrados terrestres) conocida hasta entonces. Investigaciones posteriores, sin embargo, argumentaron que el fósil se interpreta mejor como las impresiones de coprolitos (heces fosilizadas) de peces. Esto convertiría a Thinopus en el primer nombre publicado de un coprolito de pez.

## Descripción
El único espécimen atribuido a Thinopus es una losa que contiene dos impresiones cóncavas, una impresión compleja y parte de una segunda impresión. La impresión compleja mide 84,3 milímetros de largo y 64 milímetros de ancho, y tiene una profundidad de hasta 9 milímetros. Sus márgenes están muy definidos y sobresalen ligeramente de la impresión. La impresión compleja tiene forma de herradura, con dos impresiones alargadas unidas en su base, que los primeros investigadores interpretaron como impresiones de dígitos. Estas dos impresiones se estrechan en un extremo y están segmentadas por constricciones que se asemejan a constricciones entre las almohadillas de los dedos. Una concavidad que bordea una de las impresiones de "dígito" se ha interpretado como una posible impresión de un tercer dígito. La losa está compuesta por arenisca marrón-grisácea de grano fino, pero también contiene menos granos más gruesos.

## Historia de la investigación

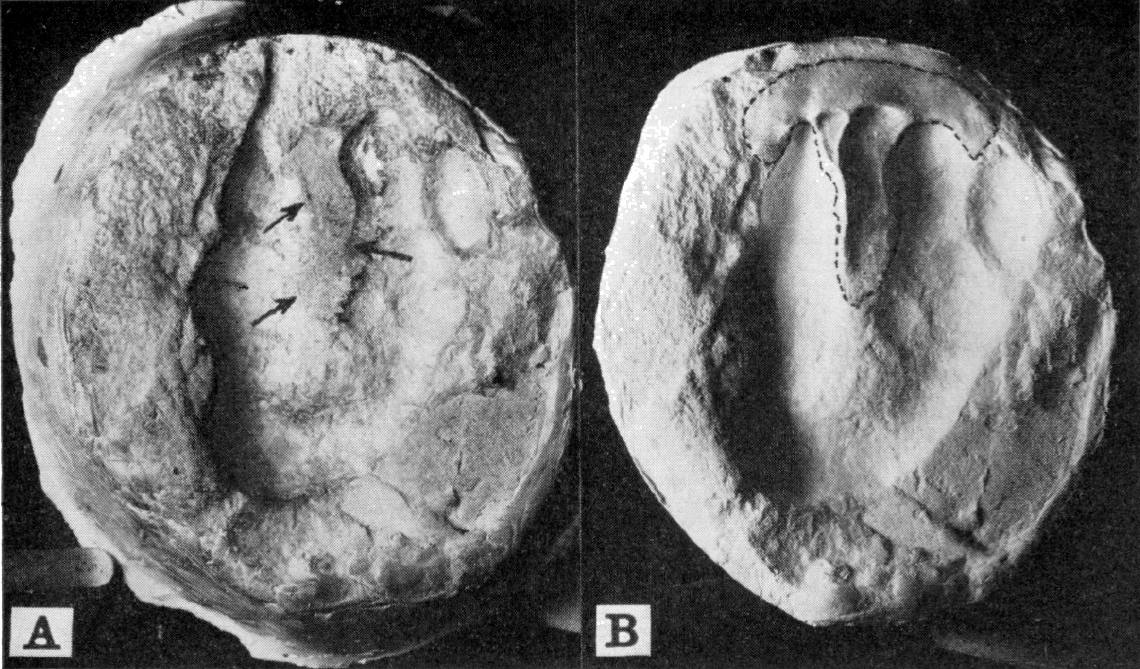
Molde del fósil publicado por Dudley J. Morton en 1926. A) muestra el molde del original, mientras que B) muestra una reconstrucción de una zona que se supone faltante (delineada por una línea de puntos negra), que agrega dos impresiones de dígitos adicionales

El fósil fue descubierto por el paleontólogo Charles Emerson Beecher al sur del río Allegheny, en Pleasant, condado de Warren, en Pensilvania. Tras adquirir el fósil a Beecher, Othniel Charles Marsh, del Museo de Yale, publicó el 16 de octubre de 1896 una breve nota en la que nombraba al nuevo icnotaxón Thinopus antiquus, acompañada de un sencillo dibujo a grandes rasgos. El espécimen forma parte de la colección del Museo de Yale con el número de espécimen YPM 784.
Marsh interpretó las impresiones como las huellas de un anfibio, correspondiendo la compleja impresión de dos o tres dedos a un pie trasero izquierdo y la impresión parcial a un probable pie delantero. Este hallazgo fue, por tanto, el primer fósil atribuido a un tetrápodo (vertebrado terrestre) del Devónico y, por tanto, el fósil de este tipo más antiguo conocido. La interpretación de Marsh fue ampliamente aceptada hasta la década de 1930. El paleontólogo estadounidense Samuel Wendell Williston, en 1917, utilizó Thinopus como base de su grupo de tetrápodos basales Protopoda, que cayó en desuso desde entonces.
El médico estadounidense Dudley J. Morton, en 1926, argumentó que el pie de Thinopus estaba claramente separado de la pata, lo que indicaba una posición elevada del cuerpo y las extremidades, y una clara adaptación a la locomoción en tierra. Afirmó que estas características "alejan a Thinopus por un amplio margen de las primeras etapas de la transición de un hábitat acuático a uno terrestre", 409 lo que hace retroceder el origen de los tetrápodos hasta bien entrado el Devónico, y posiblemente incluso el Silúrico. Morton observó que Thinopus sólo mostraba impresiones de tres dedos, lo que contradice la condición de cinco dedos inferida para el tetrápodo original. En consecuencia, argumentó que la etapa de cinco dedos podría haber evolucionado más tarde durante la evolución de los tetrápodos. Como alternativa, sugirió que dos dedos adicionales podrían haber sido impresos originalmente entre los dos dedos más grandes, pero no se conservaron, dando lugar a un pie de cinco dedos. Morton sugirió además que los dedos se dirigían hacia fuera al caminar.

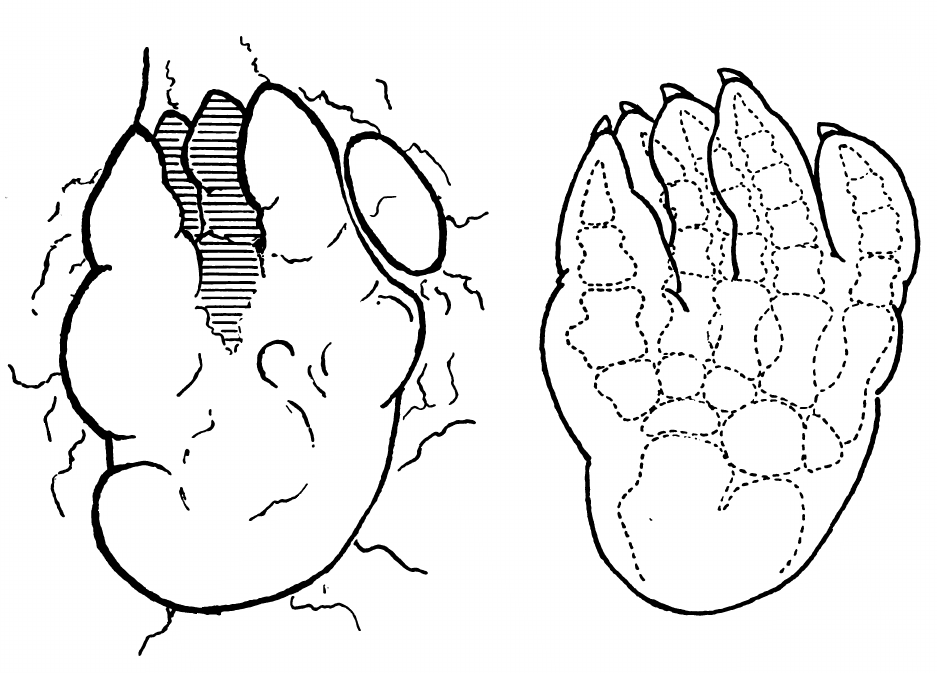
Dibujo de contorno (izquierda) y superposición de un esqueleto del pie de un tetrápodo primitivo (derecha), por Dudley J. Morton, 1926. Esta interpretación muestra una configuración de cinco dedos de la supuesta huella.

En 1935, el paleontólogo austriaco Othenio Abel fue el primero en cuestionar la interpretación de Thinopus como una huella, tras estudiar el espécimen durante una visita de investigación en la Universidad de Yale en 1925. Abel llegó a la conclusión de que son posibles diferentes interpretaciones, y consideró que una identificación como las impresiones de coprolitos (heces fosilizadas) de un pez sería tan probable como su interpretación como una huella. El zoólogo y paleontólogo estadounidense William King Gregory, en 1951, interpretó en cambio la compleja impresión como la de la aleta delantera del pez de aletas lobuladas Eusthenopteron. En una revisión de 2015, el paleontólogo estadounidense Spencer G. Lucas estuvo de acuerdo con la interpretación de Abel, señalando que se parece mucho a los coprolitos del Mississippiano temprano de Nueva Escocia, que probablemente fueron producidos por peces. Sostuvo además que Thinopus no se ajusta a lo que ahora se sabe sobre la anatomía de los primeros tetrápodos; que carece de simetría y de otras características que se esperan de una huella de pie; y que los márgenes salientes indican más bien que se trata de una impresión de un objeto redondeado. Lucas argumentó que esto convierte a Thinopus en el icnotaxón de coprolito de pez más antiguo al que se ha dado nombre.

## Estratigrafía y paleoambiente
Según Beecher, el fósil procede de la "Formación Chemung", una formación geológica que desde entonces ha caído en desuso. Lucas, en su revisión de 2015, declaró que se cree que el fósil proviene de la Formación Scherr, que es Frasniana en edad, es decir, la parte más antigua del Devónico Tardío, hace unos 383-372 millones de años. Beecher señaló que las marcas de ondulación, grietas de barro, impresiones de gotas de lluvia y moluscos marinos se producen en los lechos en los que se encontró el fósil, lo que indica que la impresión se formó en un ambiente costero. La propia losa fósil conserva el bivalvo Nuculana.